# Glikolna nukleinska kiselina
Glikolna nukleinska kiselina (GNK) je polimer sličan DNK ili RNK molekulama. Ona se razlikuje po sastavu osnove polimera. Glikolne nukleinske kiseline se ne javljaju u prirodi, već se sintetiziraju kemijskim putem. GNK je vjerojatno najjednostavnija nukleinska kiselina, te je hipotetični prekursor RNK.
Ueda et al. su prvi pripremili 2,3-dihidroksipropilnukleoidne analoge 1971. godine. Dokazano je da fosfatno vezani oligomeri analoga ne manifestiraju hipokromični efekt u prisustvu RNK i DNK u rastvoru (Seita et al. 1972). Pripremu polimera su kasnije opisali Kuk et al. (1995, 1999), kao i Acevedo i Andrews (1996). Samostalno uparivanje GNK dimera putem specifičnih interakcija su opisali Zhang i Meggers. 
DNK i RNK imaju deoksiriboznu i riboznu šećernu osnovu, dok se GNK osnova sastoji od ponavljajućih glikolnih jedinica povezanih fosfodiesterskim vezama. Glikolna jedinica sadrži tri atoma ugljika. 

## Poveznice
- Treozna nukleinska kiselina
- Peptidna nukleinska kiselina
- Zaključana nukleinska kiselina

## Vanjske poveznice
- Jednostavnija od DNK